# Джейкоб Фату
Джейкоб Семюел Фату (англ. Jacob Samuel Fatu; нар. 18 квітня 1992, Сан-Франциско, Каліфорнія, США) — американський професійний реслер, який виступає з WWE під брендом SmackDown і є чинним чемпіоном Сполучених Штатів WWE (1-ий рейн). Також одноразовий командний чемпіон WWE. Знаний виступами у MLW, де він є колишнім національним чемпіоном MLW у відкритій вазі та колишнім чемпіоном світу MLW у важкій вазі, причому в останньому випадку його чемпіонство було найтривалішим в історії титулу — 819 днів.
Фату є членом сім'ї професійних реслерів Аноа'й. Він син Сема Фату і племінник Рікіші й Умаги.

## Професійна кар'єра реслера

### Початок кар'єри (2012—2019)
Джейкоба Фату тренував його дядько, Солофа-молодший, і його дебют відбувся 2012 року у команді зі своїм родичем Чорною перлиною. Більшу частину 2013—2015 років провів у Каліфорнії, змагаючись у незалежних промоушенах, часто об'єднуючись з іншими членами родини Аноа'й. 2018 року вперше виступав в Мексиці на The Crash у тріо, програвши Октагону та Синьому Демону-молодшому.

### Major League Wrestling (2019—2024)
2019 року підписав контракт з Major League Wrestling, приєднавшись до компанії своїх родичів Саму та його сина, Ленса Аноа'й. Дебютував у MLW на лютневому шоу SuperFight разом зі своїм партнером по команді Джозефом Самаелем у матчі, який не транслювався по телебаченню. Потім дует Фату та Самаеля дебютував на телебаченні на заході Intimidation Games від MLW 2 березня, напавши на чемпіона світу у важкій вазі Тома Лолора після його поєдинку проти Лоу Кі. Таким чином він утворив угрупування Contra Unit з Саймоном Ґотчем. Наступного тижня Contra Unit напало на Айса Ромеро під час матчу з Ґотчем. Після кількох місяців ворожнечі Фату переміг Лолора в Kings of Colosseum 6 липня і завоював титул чемпіона світу у важкій вазі. Він зберіг титул у матчі-реванші. Був хедлайнером першого PPV-шоу MLW Saturday Night SuperFight, де Фату успішно захистив титул проти Л. А. Парка.
Фату отримав виклик від Алекса Гаммерстоуна, який також поставив на кон національне чемпіонство MLW у відкритій вазі. Гаммерстоун здобув перемогу, що перервало 819-денне чемпіонство Фату. Він знову зустрівся з Гаммерстоуном на War Chamber, де Contra Unit програли матч, поклавши край ворожнечі з Гаммерстоуном і розпочавши нову з іншими учасниками Contra Unit Меддсом Крюггером й Ікуро Квоном. Ворожнеча тривала, Фату обмінявся перемогами з Крюггером у кількох матчах, зокрема переміг у матчі без дискваліфікації, а Крюггер переміг у матчі зі зброєю, що завершилося фінальною битвою між ними у Kings of Colosseum. Фату також одночасно ворогував з Бестією 666.
6 квітня 2023 року на War Chamber MLW Фату переміг Джона Геннігана у боротьбі за титул національного чемпіона MLW у відкритій вазі.
1 лютого 2024 року Рікіші оголосив, що Фату став вільним агентом, завершивши п'ятирічний термін перебування в компанії, повідомляючи про зв'язок з WWE, All Elite Wrestling (AEW) і Total Nonstop Action Wrestling (TNA). 3 лютого 2024 року Фату переміг Юджі Нагату. Після матчу на Фату напав Мадс Круле Крюггер. 17 лютого 2024 року Фату зазнав поразки від Крюггера в матчі Baleki Brawl. Це стало останнім виступом Фату в компанії.

### New Japan Pro Wrestling (2024)
13 січня 2024 року на Battle in the Valley Фату дебютував у New Japan Pro Wrestling у команді з Шотою Уміно та Фредом Янгом, здобувши перемогу проти Team Filthy (Том Лоулор і West Coast Wrecking Crew (Джорел Нельсон і Ройс Айзекс).

### WWE (2024— дотепер)
7 квітня 2024 року PWInsider, Fightful Select і Wrestling Observer Newsletter повідомили, що Фату підписав контракт з WWE. Фату дебютував у епізоді SmackDown 21 червня як член The Bloodline, допомагаючи своєму двоюрідному братові Соло Сікоа, перемігши Ренді Ортона, Кевіна Оуенса та беззаперечного чемпіона WWE Коді Роудса.

## Особисте життя
У 18 років його заарештували за грабіж. За його словами, матч за участю двоюрідних братів Джонатана та Джошуа (Брати Усо), який він побачив на тюремному телевізорі, надихнув стати реслером.
Фату має самоанське походження і є членом династії реслерів Аноа'й, він син професійного реслера Сема Фату, знаний як Тонга Кід. Має сімох дітей.

## Чемпіонати та досягнення
- All Pro Wrestling
  - Універсальний чемпіон APW у важкій вазі (1 раз)[22][23][24]
  - Всесвітній інтернет-чемпіон APW (1 раз)[25][26][27]
  - Командний чемпіонат APW (1 раз) — з Джозефом Самаелем[28][29]
- DEFY Wrestling
  - Командний чемпіон 8XGP (1 раз) — із Всемогутнім Шейхом[30][31][32]
- House of Glory
  - Чемпіон світу HOG у важкій вазі (1 раз)[33][34]
- ЛІТ Wrestling
  - Чемпіонат Knuck If Ya Buck (1 раз, перший)
- Major League Wrestling
  - Чемпіон світу MLW у важкій вазі (1 раз)[35][36][37]
  - Національний чемпіон MLW у відкритій вазі (1 раз)[12]
  - Battle Riot (2022)
- PCW ULTRA
  - Чемпіон у важкій вазі (1 раз)[38][39]
  - Командний чемпіон (1 раз) — з Броуді Кінгом і Всемогутнім Шейхом[40][41]
- Pro Wrestling Illustrated
  - 20 місце серед 500 найкращих реслерів у PWI 500 (2020)[42]
- Supreme Pro Wrestling
  - Командний чемпіон SPW (1 раз) — з Джорні Фату[43][44][45]
- West Coast Pro Wrestling
  - Чемпіон у важкій вазі (1 раз)[46][47][48]
- WWE
  - Командний чемпіон WWE (1 раз) — з Тама Тонга
  - Чемпіон Сполучених Штатів WWE (1 раз, чинний)